# 羅健熙
羅健熙（1984年6月1日—），末任民主黨主席，曾任香港南區區議會主席兼利東二選區區議員、民主黨副主席。他亦是註冊社工，與前黨友兼利東一選區區議員區諾軒合稱「利東孖寶」。
羅健熙2006年香港大學社會工作學士畢業，隨即加入民主黨，並到南區柴文瀚議員辦事處擔任執行主任，及後轉至立法會楊森議員辦事處任職。2007年參選區議會選舉南區利東二選區，僅以27票惜敗。至2008年，羅健熙轉到甘乃威的立法會選舉團隊任總幹事，負責統籌該次選舉工程。而甘乃威當選後，羅健熙也從選舉團隊過渡至立法會議員辦事處，為甘乃威議員在南區議員辦事處主管。
羅健熙在2011年再次於利東二選區參選並成功當選後便一直擔任全職區議員，並於2015年及2019年兩次連任。第六屆南區區議會由民主派主導，羅健熙被選為區議會主席。惟其後於2021年7月10日請辭而結束短短一年半的區議會主席任期，以及長達九年半的利東二選區區議員任期。
民主黨在2012年立法會選舉經歷挫折，加速改革步伐。羅健熙於選舉後的黨領導層改選中，以28歲之齡成為民主黨歷史上最年青的副主席，一直連任至2020年12月6日。2020年12月當選民主黨主席。
2022年12月3日，羅健熙連任民主黨主席，強調會在現有空間繼續為民發聲。2024年12月1日，先後於2021年和2023年首次缺席立法會選舉和區議會選舉的民主黨舉行周年大會，會中羅健熙再次順利連任民主黨主席。

## 區議會選舉
羅健熙於2007年首次參選香港區議會南區利東二選區，以27票之差敗予爭取第四度連任的區議員黃志毅。
|   | 候選人 | 政治聯繫 | 得票 | 得票率 | 結果 |
| - | ------ | -------- | ---- | ------ | ---- |
| 1 | 黃志毅 | 獨立人士 | 1505 | 50.5%  | 勝出 |
| 2 | 羅健熙 | 民主黨   | 1478 | 49.5%  | 落敗 |

2011年香港區議會選舉中在相同選舉捲土重來，並以300多票成功擊敗黃志毅及人民力量成員，首次當選南區區議員。
|   | 候選人 | 政治聯繫 | 得票 | 得票率 | 結果 |
| - | ------ | -------- | ---- | ------ | ---- |
| 1 | 盧中文 | 人民力量 | 92   | 2.1%   | 落敗 |
| 2 | 黃志毅 | 獨立人士 | 1995 | 45.0%  | 落敗 |
| 3 | 羅健熙 | 民主黨   | 2346 | 52.9%  | 勝出 |

2015年香港區議會選舉以2564票擊敗民建聯、熱血公民及獨立對手成功連任。
|   | 候選人 | 政治聯繫 | 得票 | 得票率 | 結果 |
| - | ------ | -------- | ---- | ------ | ---- |
| 1 | 羅健熙 | 民主黨   | 2564 | 56.3%  | 勝出 |
| 2 | 蔡文龍 | 熱血公民 | 119  | 2.6%   | 落敗 |
| 3 | 彭兆基 | 民建聯   | 1854 | 40.7%  | 落敗 |
| 4 | 鄧嘉樂 | 獨立人士 | 21   | 0.4%   | 落敗 |

2019年香港區議會選舉以4737票擊敗民建聯對手，再次連任。
|   | 候選人 | 政治聯繫 | 得票 | 得票率 | 結果 |
| - | ------ | -------- | ---- | ------ | ---- |
| 1 | 羅健熙 | 民主黨   | 4737 | 62.8%  | 勝出 |
| 2 | 譚晉杰 | 民建聯   | 2801 | 37.2%  | 落敗 |

## 民主黨參與
羅健熙在2009年政制改革方案討論時已開始參與黨內事務，並組織黨友討論「中途方案」，並獲當時的中央委員會採納為其中一個向特區政府及中央政府爭取的選項。而在其當選南區區議員後，亦隨即成為何俊仁參與2012年行政長官選舉競選團的核心成員，並在及後成立的「創意媒體部」出任首任部長。
民主黨在2012年立法會選舉經歷挫折，加速改革步伐。羅健熙於立法會選舉後的黨領導層改選中擊敗立法會議員胡志偉，以28歲之齡成為民主黨歷史上最年青的副主席；及後於2014年連任副主席職位。
2016年12月，羅健熙原被傳是劉慧卿退下民主黨主席職務後的接班人，及後支持胡志偉並與其合組團隊，成功第二度連任副主席職位。
另外，羅健熙自2012年開始已擔任民主黨重要活動的司儀，包括2012年何俊仁參選行政長官選舉的政綱發佈會、2012年及2016年立法會選舉的誓師動員大會，及最近五年的民主黨黨慶籌款晚宴等。
2020年12月當選民主黨主席，是最年輕的民主黨主席。

## 多次傳出參選立法會
香港政界2012年已傳言羅健熙將代表民主黨參與立法會選舉並會代表民主黨出戰超級區議會議席，2016年立法會選舉亦盛傳將取代時任的何俊仁循超級區議會出選。但是，於2015年12月31日，民主黨就2016年立法會選舉的黨內甄選截止報名前，羅健熙並無遞交表格參與甄選。羅健熙指其決定經長時間考慮，「出選立法會不是唯一服務和回饋社會的途徑，日後仍會專注服務區議會和黨內事務」。放棄參選立法會機會後，他主筆為民主黨撰寫「本土論述決議文件」，並指期望這份文件可以清晰交代民主黨對本土、港獨、自決等問題的取態，以及如何處理與中央關係的態度。
2018年4月底，時為民主黨香港島區立法會議員許智峯捲入搶手機事件而被凍結黨籍，傳媒一度傳出民主黨內已醞釀以羅健熙取代許智峯於2020年參選立法會，羅斷然否定。羅健熙至今仍沒有參與過任何一次立法會選舉。

## 政治理念
羅健熙曾在立場新聞的訪問中提到，自己是「民主黨新一代其中一個最溫和的人」；在2017年行政長官選舉，身兼社福界選委的他是「策略派」，早早表明支持曾俊華，亦多番與「原則派」泛民成員針鋒相對。
2017年6月，民主黨舉辦「回歸二十週年研討會」，羅健熙主筆的「站在歷史巨人肩上－－民主黨對香港與中國關係的回顧及展望」亦同時發表，內文表明「不容許香港走向『一國一制』，亦不支持香港獨立......應在現時主權框架下，實踐最大程度的自決」；而該黨亦會「堅持以香港事務為核心，並鼓勵發展本土產業及新興產業，在能源、食物、食水減少對中國的倚賴，加強香港對中國以外地區的交流和貿易及旅遊推廣」等。
即使自稱溫和民主派人士，他亦認為民主派無需要與「本土派」衝突。他在接受《蘋果日報》訪問時曾表示：「每個民主派政黨都需要回應本土論述，不僅是回應本土派想法，更是應對整個香港大時勢。」他認為，「民主黨本身『好民主黨』係好正常嘅事，我唔會由民主黨突然變咗青政，或者變咗民族黨」，但部份議題或與本土派較接近，例如不希望香港被大陸同化或影響、取回單程證審批權等，希望兩者關係不是勢成水火。

## 媒體活動
羅健熙自2005年起已有評論文章刊載於香港主要報章，曾於明報及「Yahoo!新聞專欄（页面存档备份，存于）」均有固定版位。現時於花生台與李永達及梁翊婷一同主持《高達順風耳》節目，亦在香港電台節目《自由風自由Phone》擔任客席評論員，亦偶爾在D100節目《左右大局》擔任嘉賓主持。

## 公職
- 南區區議會議員
- 南區區議會主席
- 選舉委員會社會福利界選委[23]
- 房屋委員會投標小組委員會成員[24]
- 房屋委員會建築小組委員會成員[25]
- 房屋委員會商業樓宇小組委員會成員[26]

## 外部連結
- 羅健熙 Facebook帳戶  （页面存档备份，存于）
- 羅健熙 Facebook專頁 （页面存档备份，存于）
- 羅健熙 Yahoo!新聞專欄 （页面存档备份，存于）

| 議會席位      | 議會席位                                                | 議會席位      |
| ------------- | ------------------------------------------------------- | ------------- |
| 前任： 黃志毅 | 南區區議會 利東二選區區議員 2012年1月1日－2021年7月10日 | 空缺          |
| 前任： 朱慶虹 | 南區區議會主席 2020年1月7日－2021年7月10日              | 繼任： 鄭港涌 |
| 政黨職務      |                                                         |               |
| 前任： 胡志偉 | 民主黨主席 2020年12月6日－                              | 現任          |
| 前任： 單仲偕 | 民主黨副主席 2012年12月16日－2020年12月6日              | 繼任： 林卓廷 |